# زبان لیوونیایی
زبان لیوونیایی (līvõ kēļ) متعلق به زبان‌های فینی و شاخه‌ای از زبان‌های اورالی است. این زبان در ۵ ژوئن ۲۰۱۳ با مرگ آخرین گویشگر آن که زبان لیوونیایی، زبان دوم او بود، منقرض گردید. این زبان با زبان استونیایی خویشاوندی نزدیکی دارد. سرزمین بومی این زبان، که مردم لیوونیایی در آنجا زندگی می‌کنند، لیوونی است. لیوونی بخشی از کشور لتونی می‌باشد.